# バーリンゲーム
バーリンゲーム（Burlingame）は、アメリカ合衆国カリフォルニア州のサンマテオ郡にある都市。人口は3万1386人（2020年）。サンフランシスコの南25キロメートルに位置している。

## 概要
名称は政治家アンソン・バーリンゲームに由来している。ベイエリアの高級住宅街のひとつである。2020年アメリカ合衆国国勢調査によれば、市内の平均住宅価格は約3億円だった。

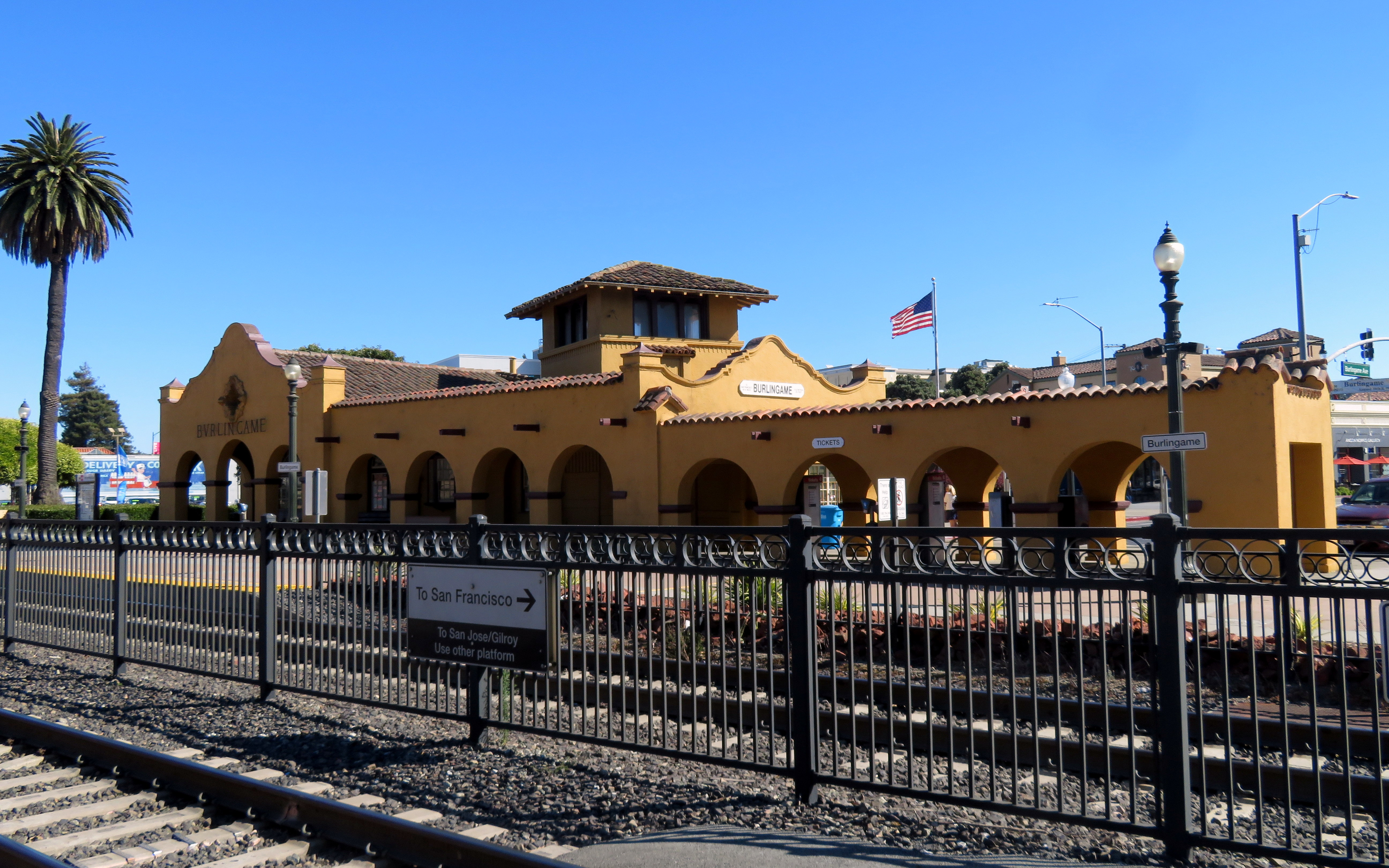
バーリンゲーム駅